# Petre Sebeșanu Aurelian
Petre Sebeșanu Aurelian est un homme politique roumain né le 13 décembre 1833 et mort le 24 janvier 1909. Membre du Parti national libéral, il devient Premier ministre de Roumanie entre le 2 décembre 1896 et le 12 avril 1897.

## Biographie
Il étudie au Collège Saint Sava de Bucarest, puis en France à l'Institut national agronomique Paris-Grignon, où il étudie de 1856 à 1860. Après son retour en Roumanie, il devient ingénieur au ministère des Travaux publics et professeur à l'école agricole de Pantelimon, ainsi que rédacteur aux publications « Monitorul » et « Agronomia ».
Il est député, sénateur, ministre des Travaux publics (1877-1878 et 1887-1888), de l'agriculture et de l'éducation (1882-1884).
Aurelien est membre de l'Académie roumaine en 1871 et en a été président entre 1896 et 1897. Il est décédé à Bucarest le 24 janvier 1909.